# Neville Southall
Neville Southall (Llandudno, 16 settembre 1958) è un ex calciatore e allenatore di calcio gallese, di ruolo portiere.
Ha ricevuto il premio di Giocatore dell'anno della FWA nel 1987. Ha ricevuto l'MBE nel 1995.
Southall è passato all'Everton nel 1980 e ha stabilito il record di 578 presenze tra Football League e Premier League.
Dopo il suo ritiro ha allenato club minori. Sostiene l'associazione non governativa YesCymru.

## Carriera

### Club
Southall ha cominciato a giocare a calcio relativamente tardi, avendo lavorato come cameriere prima di dedicarsi allo sport professionistico. Le sue 578 presenze con l'Everton (più di 750 presenze in tutte le competizioni) rappresentano un record per il club. Con la squadra di Liverpool ha vinto due campionati inglesi, due FA Cup e una Coppa delle Coppe.
Ha giocato anche per vari club minori britannici, come Winsford United, Bury, Bradford City, Stoke City, Rhyl, Southend United, York City, Shrewsbury Town, Huddersfield Town, Doncaster Rovers, e Torquay United.

### Nazionale
Con il Galles ha giocato dal 1982 al 1997 collezionando 92 presenze stabilendo il record di presenze nella nazionale britannica, poi battuto da Chris Gunter nel 2018.

### Allenatore
Dopo essersi ritirato, Neville Southall ha allenato diverse squadre, come Dagenham & Redbridge, Dover Athletic, Canvey Island e Hastings United.
Southall insegna 10 ore a settimana alla Chaucer Technology School a Canterbury, nel Kent.

## Palmarès

### Club

#### Competizioni nazionali
- Campionato inglese: 2

Everton: 1984-1985, 1986-1987
- Coppa d'Inghilterra: 2

Everton: 1983-1984, 1994-1995
- Charity Shield: 4

Everton: 1984, 1985, 1986, 1995

#### Competizioni internazionali
- Coppa delle Coppe: 1

Everton: 1984-1985

### Individuale
- Giocatore dell'anno della FWA: 1

1985